# Американские Виргинские Острова на летних Олимпийских играх 2012
Американские Виргинские острова принимали участие в летних Олимпийских играх 2012 года, которые проходили в Лондоне (Великобритания) с 27 июля по 12 августа, где их представляли 7 спортсменов в трёх видах спорта. На церемонии открытия Олимпийских игр флаг Американских Виргинских островов нёс Табари Генри, а на церемонии закрытия — Лаверн Джонс-Ферретт.
На летних Олимпийских играх 2012 Американские Виргинские остров не сумели завоевать ни одной олимпийской медали. ЛаВерне Джонс-Ферретт рассматривалась как претендент на завоевание медали, но она не сумела даже выйти в финал на дистанции 100 и 200 метров.

## Состав и результаты

### Лёгкая атлетика
Представительницы женского спринта имели хорошие шансы оказаться в финалах своих дисциплин. Особенные надежды были связаны с опытной ЛаВерне Джонс-Ферретт. В первом раунде на дистанции 100 метров 31-летняя спортсменка показала общий 11 результат, установив при этом национальный рекорд. На дистанции 200 метров она остановилась всего в шести сотых секунды от попадания в финал, при том, что в полуфинал попала с пятым временем. Её молодая партнерша по команде Эллисон Питер также сумела пробиться в полуфинал на двухсотметровке, однако там оказалась лишь предпоследней.
Мужчины
Беговые виды
| Соревнование | Спортсмены   | Отборочный раунд | Отборочный раунд | Отборочный раунд | Полуфинал | Полуфинал | Полуфинал | Финал                | Финал                |
| Соревнование | Спортсмены   | Забег            | Результат        | Место            | Забег     | Результат | Место     | Результат            | Место                |
| ------------ | ------------ | ---------------- | ---------------- | ---------------- | --------- | --------- | --------- | -------------------- | -------------------- |
| 400 метров   | Табари Генри | 4                | 45,43            | 4                | 1         | 45,19     | 6         | Завершил выступление | Завершил выступление |

Технические виды
| Соревнование   | Спортсмены     | Квалификация | Квалификация | Финал                | Финал                |
| Соревнование   | Спортсмены     | Результат    | Место        | Результат            | Место                |
| -------------- | -------------- | ------------ | ------------ | -------------------- | -------------------- |
| Тройной прыжок | Мухаммад Халим | 16,39        | 18           | Завершил выступление | Завершил выступление |

Женщины
Беговые виды
| Соревнование | Спортсмены           | Отборочный раунд | Отборочный раунд | Отборочный раунд | Четвертьфинал | Четвертьфинал | Четвертьфинал | Полуфинал             | Полуфинал             | Полуфинал             | Финал                 | Финал                 |
| Соревнование | Спортсмены           | Забег            | Результат        | Место            | Забег         | Результат     | Место         | Забег                 | Результат             | Место                 | Результат             | Место                 |
| ------------ | -------------------- | ---------------- | ---------------- | ---------------- | ------------- | ------------- | ------------- | --------------------- | --------------------- | --------------------- | --------------------- | --------------------- |
| 100 метров   | Лаверн Джонс-Ферретт | Не участвовала   | Не участвовала   | Не участвовала   | 7             | 11,07 (NR)    | 2 Q           | 1                     | 11,22                 | 4                     | Завершила выступление | Завершила выступление |
| 100 метров   | Эллисон Питер        | Не участвовала   | Не участвовала   | Не участвовала   | 5             | 11,41         | 5             | Завершила выступление | Завершила выступление | Завершила выступление | Завершила выступление | Завершила выступление |
| 200 метров   | Лаверн Джонс-Ферретт | 4                | 22,64            | 2 Q              | Не проводится | Не проводится | Не проводится | 2                     | 22,62                 | 4                     | Завершила выступление | Завершила выступление |
| 200 метров   | Эллисон Питер        | 1                | 23,00            | 4 LL             | Не проводится | Не проводится | Не проводится | 1                     | 23,35                 | 8                     | Завершила выступление | Завершила выступление |

### Плавание
В плавательном бассейне Американские Виргинские острова были представлены лишь Брэнденом Уайтхерстом, выступавшим на королевской дистанции — 100 метров вольным стилем. В первом раунде он показал в своём заплыве последний седьмой результат, даже несмотря на то, что на старт не вышел известный тринидадец Джордж Боуэлл. В общем зачете Уайтхерст занял 36 место из 56 стартовавших спортсменов.
Мужчины
| Соревнование              | Спортсмены        | Отборочный раунд | Отборочный раунд | Полуфинал            | Полуфинал            | Финал                | Финал                |
| Соревнование              | Спортсмены        | Результат        | Место            | Результат            | Место                | Результат            | Место                |
| ------------------------- | ----------------- | ---------------- | ---------------- | -------------------- | -------------------- | -------------------- | -------------------- |
| 100 метров вольным стилем | Брэнден Уайтхёрст | 51,04            | 36               | Завершил выступление | Завершил выступление | Завершил выступление | Завершил выступление |

### Парусный спорт
Сай Томпсон и Маюми Роллер изначально не рассматривались, как претенденты даже на относительно высокие места, однако Томпсон очень достойно выступил в своём классе, постоянно показывая результаты в середине турнирной таблицы, а однажды даже забрался в двадцатку сильнейших. А вот Маюми Роллер ничего не смогла противопоставить более опытным соперницам: раз за разом занимала одно из последних мест и лишь однажды провела относительно удачную гонку, в которой заняла 22 место, что позволило ей обойти представительницу Островов Кука и оказаться не последней в итоговом зачете.
Мужчины
| Соревнование | Спортсмены  | Предварительные гонки | Предварительные гонки | Предварительные гонки | Предварительные гонки | Предварительные гонки | Предварительные гонки | Предварительные гонки | Предварительные гонки | Предварительные гонки | Предварительные гонки | Финальная гонка      | Финальная гонка      | Сумма очков | Итоговое место |
| Соревнование | Спортсмены  | 1                     | 2                     | 3                     | 4                     | 5                     | 6                     | 7                     | 8                     | 9                     | 10                    | Место                | Очки                 | Сумма очков | Итоговое место |
| ------------ | ----------- | --------------------- | --------------------- | --------------------- | --------------------- | --------------------- | --------------------- | --------------------- | --------------------- | --------------------- | --------------------- | -------------------- | -------------------- | ----------- | -------------- |
| Лазер        | Сай Томпсон | 24                    | 22                    | 32                    | 23                    | 17                    | 21                    | 16                    | 26                    | 36                    | 22                    | Завершил выступление | Завершил выступление | 203         | 25             |

Женщины
| Соревнование | Спортсмены   | Предварительные гонки | Предварительные гонки | Предварительные гонки | Предварительные гонки | Предварительные гонки | Предварительные гонки | Предварительные гонки | Предварительные гонки | Предварительные гонки | Предварительные гонки | Финальная гонка       | Финальная гонка       | Сумма очков | Итоговое место |
| Соревнование | Спортсмены   | 1                     | 2                     | 3                     | 4                     | 5                     | 6                     | 7                     | 8                     | 9                     | 10                    | Место                 | Очки                  | Сумма очков | Итоговое место |
| ------------ | ------------ | --------------------- | --------------------- | --------------------- | --------------------- | --------------------- | --------------------- | --------------------- | --------------------- | --------------------- | --------------------- | --------------------- | --------------------- | ----------- | -------------- |
| Лазер Радиал | Маюми Роллер | 40                    | 41                    | 40                    | 41                    | 41                    | 22                    | 35                    | 40                    | 35                    | 41                    | Завершила выступление | Завершила выступление | 335         | 40             |